# Maciejowięta
Maciejowięta (Duits: Matznorkehmen; 1938-1945: Matztal) is een plaats in het Poolse district  Gołdapski, woiwodschap Ermland-Mazurië. De plaats maakt deel uit van de gemeente Dubeninki en telt 33 inwoners.